# Kinderle-barlang
A Kinderle-barlang (baskírul: Киндерле мәмерйәһе, oroszul: Пещера 30-летия Победы, Pescsera 30-letyija Pobedi; Киндерлинская пещера, Kingyerlinszkaja pescsera) a Déli-Urál második leghosszabb barlangja, a devon időszakban keletkezett. 9113 méter hosszú, átlagosan 5,4 méter széles, 128 méter mélységig húzódik. Bejárata 94 méter magasan van, belsejében gleccser található, mintegy 720 m² területű, 120 méter hosszú és 8 méter vastag, mely mögött cseppkövek figyelhetőek meg. A barlangban a hőmérséklet 0–6° С közötti. Denevérek lakják.